# جول أحمد

تعديل مصدري - تعديل

جول احمد هي إحدى قرى عزلة جعار بمديرية خنفر التابعة لمحافظة أبين، بلغ تعداد سكانها 117 نسمة حسب تعداد اليمن لعام 2004.